# Roter Volta
Der Rote Volta oder Nazinon ist ein Fluss im westlichen Afrika und einer der Quellflüsse des Volta.

## Verlauf
Der Rote Volta oder Nazinon hat seinen Ursprung in Burkina Faso südlich des Mossiplateau, etwa 50 km nordwestlich von Ouagadougou. Er fließt zunächst nach Süden und schwenkt dann in einem weiten Bogen nach Südosten. Er behält diese Richtung relativ geradlinig bei und nimmt dabei mehrere kleine Nebenflüsse auf. Einige Kilometer nach dem Überschreiten der Grenze zu Ghana, die er für etwa 20 km bildet, mündet der Rote Volta nach etwa 320 km von rechts in den Weißen Volta.

## Hydrometrie
Die Durchflussmenge des Roten Volta wurde über 16 Jahre (1958–1974) in Nangodi etwa 45 Kilometer flussaufwärts von der Mündung gemessen (in m³/s).
- Diagrammdaten:
- Definition |
- Rohdaten |
- Hilfe